# Totally F***ed Up
Totally F***ed Up, amerikansk dramafilm, från 1993, regisserad av Gregg Araki, manus av Gregg Araki.

## Handling
En grupp homosexuella i L.A. blir förföljda av nazister och deras älskare är otrogna. En av dem heter Andy och han funderar på att begå självmord, han beskriver sitt liv som 'totally fucked up'.

## Om filmen
Detta är den första filmen i Gregg Arakis trilogi om problematiska tonåringar, Totally F***ed Up efterföljdes av The Doom Generation år 1995 och Nowhere år 1997. 

## Rollista (i urval)
- James Duval - Andy
- Susan Behshid - Michele
- Craig Gilmore - Brendan
- Nicole Dillenberg - Dominatrix
- Brad Minnich - 'don't touch mine' Guy